# Veresoci, Kulîkivka
Veresoci (în ucraineană Вересоч) este localitatea de reședință a comunei Veresoci din raionul Kulîkivka, regiunea Cernihiv, Ucraina.

## Demografie
Componența lingvistică a localității Veresoci
     Ucraineană (98,57%)
     Rusă (1,25%)
     Alte limbi (0,18%)
Conform recensământului din 2001, majoritatea populației localității Veresoci era vorbitoare de ucraineană (98,57%), existând în minoritate și vorbitori de rusă (1,25%).